# 樋遣川古墳群

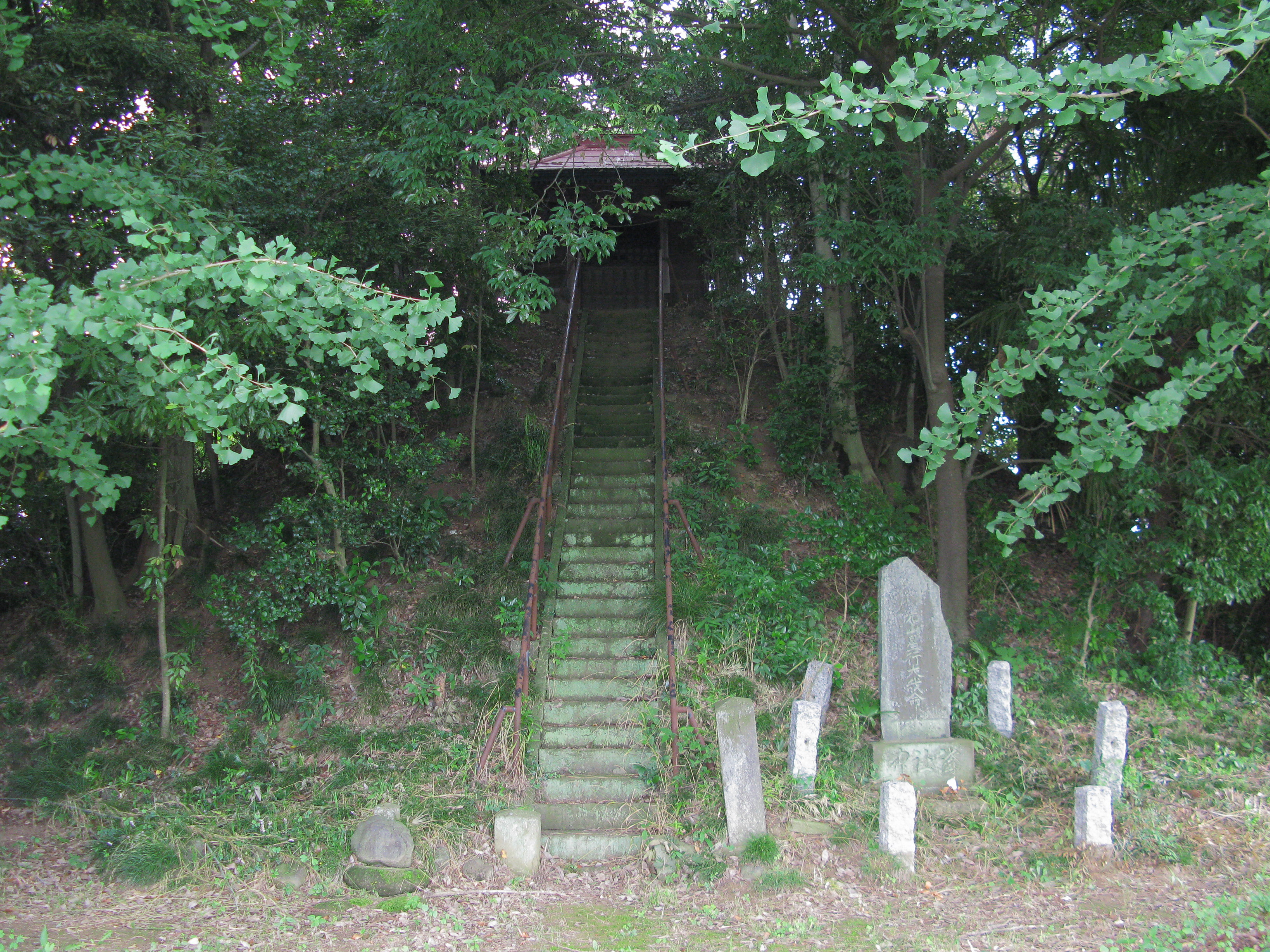
浅間塚古墳

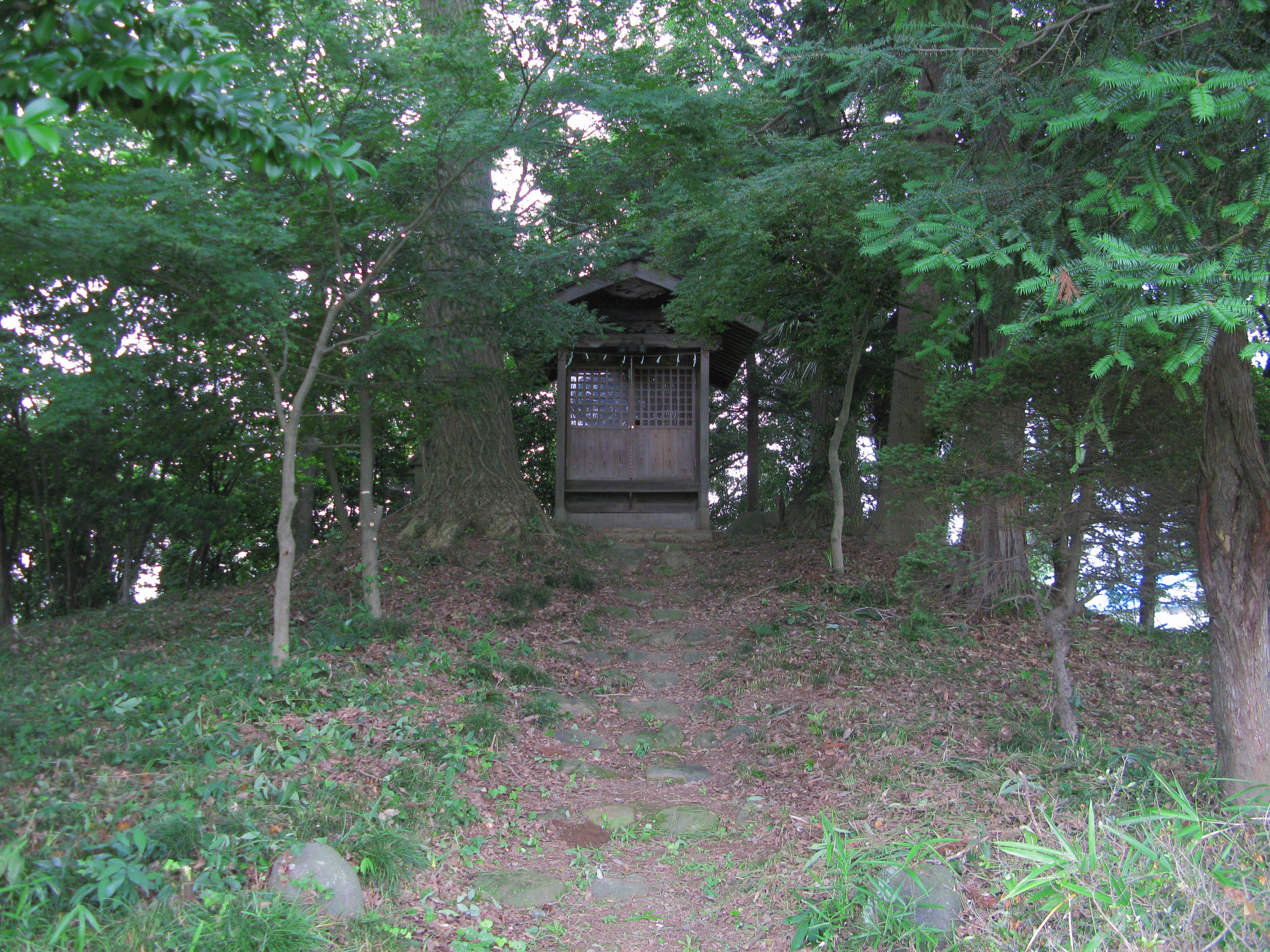
稲荷塚古墳

樋遣川古墳群（ひやりかわこふんぐん）は、埼玉県加須市樋遣川にある古墳群。1956年（昭和31年）4月16日に御諸塚古墳・浅間塚古墳・稲荷塚古墳の3基が加須市指定史跡に指定されている。1976年（昭和51年）10月1日には埼玉県選定重要遺跡に選定されている。

## 概要
『新編武蔵風土記稿』の樋遣川村の項には「穴咋塚、諸塚、石子塚、稲荷塚、浅間塚、宝塚、宮西塚。以上の塚を樋遣川の七塚という」とあり、かつては7基の古墳が知られていたが、ほとんどの古墳が削平され、現在は御諸塚古墳・浅間塚古墳・稲荷塚古墳の3基のみ現存する。
この3基が市の史跡に指定されているほか、宮西塚古墳出土の遺物が1980年（昭和55年）6月7日に市の有形文化財に指定されている。
- 御諸塚古墳 - 円墳
- 浅間塚古墳 - 円墳
- 稲荷塚古墳 - 円墳
- 穴咋塚古墳 - 円墳
- 石子塚古墳 - 円墳
- 宝塚古墳 - 円墳
- 宮西塚古墳 - 円墳